# Могульський Олег Юрійович
Олег Юрійович Могульський — підполковник ЗСУ, командир 1-ї танкової бригади з серпня 2024 року.

## Життєпис
Учасник Антитерористичної операції та Операції Об'єднаних Сил.
Служив у 169 навчальному центрі, командував 300-м навчальним танковим полком. Був командиром 8-го окремого гірсько-штурмового батальйону 10-ї окремої гірсько-штурмової бригади «Едельвейс».
3 серпня 2024, полковник Леонід Хода, який був командиром 1-ї танкової Сіверської бригади 4 роки, передав бойовий прапор підполковнику Олегу Могульському.